# NGC 7422
NGC 7422 is een spiraalvormig sterrenstelsel in het sterrenbeeld Vissen. Het hemelobject werd op 11 augustus 1864 ontdekt door de Duitse astronoom Albert Marth.

## Synoniemen
- UGC 12254
- MCG 1-58-13
- ZWG 405.15
- KUG 2253+036
- IRAS 22536+0339
- PGC 70048